# Serba Peak
Serba Peak är en bergstopp i Antarktis. Den ligger i Östantarktis. Australien gör anspråk på området. Toppen på Serba Peak är 831 meter över havet, eller 117 meter över den omgivande terrängen. Bredden vid basen är 3,0 km.
Terrängen runt Serba Peak är huvudsakligen kuperad. Trakten är glest befolkad. Närmaste befolkade plats är Leningradskaya Station, 19,5 kilometer nordost om Serba Peak. 